# رابرت فراست: نزاع یک عاشق با جهان
فیلم مستند "رابرت فراست: نزاع یک عاشق با جهان" (Robert Frost: A Lover's Quarrel with the World) در سال ۱۹۶۳ ساخته شد و به زندگی و آثار شاعر معروف آمریکایی رابرت فراست می‌پردازد. این فیلم به کارگردانی شرلی کلارک، لحظاتی از زندگی شاعر را به تصویر می‌کشد و تمرکز آن بر رویکرد فلسفی و ادبیات خاص او است. مستند از گفتگوها و مصاحبه‌های مستقیم با فراست بهره می‌برد و نشان‌دهنده تضادهای عاطفی و ذهنی است که او در زندگی و اشعار خود تجربه کرده است.
این فیلم به‌طور خاص در کنکاش درونی شاعر و تحلیل سبک‌های مختلف شعری او مورد توجه قرار گرفته است و توانسته بخش‌های کمتر دیده‌شده از شخصیت او را به مخاطب ارائه دهد. در این مستند، فراست در مورد زندگی شخصی‌اش، چالش‌ها، و نحوه برخوردش با واقعیت‌های اجتماعی و شخصی به‌طور صریح صحبت می‌کند.